# Episodi di Che Dio ci aiuti (sesta stagione)
La sesta stagione della serie televisiva Che Dio ci aiuti, composta da 20 episodi, è andata in onda in prima visione e in prima serata su Rai 1 dal 7 gennaio all'11 marzo 2021.

Logo della stagione

| n° | Titolo                     | Prima TV         |
| -- | -------------------------- | ---------------- |
| 1  | E tu sei pronto?           | 7 gennaio 2021   |
| 2  | Posto di blocco            | 7 gennaio 2021   |
| 3  | Amore o dipendenza?        | 10 gennaio 2021  |
| 4  | Fuori posto                | 10 gennaio 2021  |
| 5  | Obbligo o verità           | 14 gennaio 2021  |
| 6  | Déjà vu                    | 14 gennaio 2021  |
| 7  | False verità               | 21 gennaio 2021  |
| 8  | Solo parole                | 21 gennaio 2021  |
| 9  | Etichette                  | 28 gennaio 2021  |
| 10 | Prenditi cura di me        | 28 gennaio 2021  |
| 11 | Il mio angelo              | 4 febbraio 2021  |
| 12 | Segreti di famiglia        | 4 febbraio 2021  |
| 13 | Pensaci tu                 | 11 febbraio 2021 |
| 14 | Desideri                   | 11 febbraio 2021 |
| 15 | Chi è senza peccato?       | 18 febbraio 2021 |
| 16 | Il regalo più bello        | 18 febbraio 2021 |
| 17 | Non dire no                | 25 febbraio 2021 |
| 18 | Tradimento                 | 25 febbraio 2021 |
| 19 | Il fine giustifica i mezzi | 11 marzo 2021    |
| 20 | La notte più buia          | 11 marzo 2021    |

## E tu, sei pronto?
- Diretto da: Francesco Vicario
- Scritto da: Umberto Gnoli

### Trama
È passato un anno dalla fine della quinta stagione: Suor Angela e Suor Costanza, come preannunciato, vengono trasferite ad Assisi, dove Suor Angela ha preso i voti, insieme ad Azzurra che si prepara al postulato. Intanto, Nico e Ginevra, di ritorno da Milano, sono impegnati con i preparativi del loro matrimonio. Suor Costanza, dopo anni passati in veste di madre superiora, ha deciso di andare in pensione ed è preoccupata da chi possa prendere il suo posto da Madre Superiora: a questo punto decide di indagare, ma non sa che verrà sostituita proprio da Suor Angela. Durante l'allestimento del nuovo Angolo Divino, Suor Angela conosce Erasmo, un ragazzo arrivato in convento per cercare notizie sulla madre, ma Suor Angela comincia ad avere dei vuoti di memoria nonostante si senta in qualche modo legata a lui. Al convento di Assisi torna anche Monica con una ragazzina orfana, Penelope (detta "Penny"), una bambina con cuore prezioso, il cuore di Davide: ne sono a conoscenza però solamente Azzurra e Monica, ma dopo lo verrà a sapere anche Suor Angela. Intanto, Monica cerca invano di chiamare il marito Luca, ma nel mentre viene raggiunta da Nico insieme a Mattia, perciò Monica gli rivela che lei e il marito si sono presi una pausa di riflessione e viene consolato da Nico con cui si nota subito esserci ancora una certa intimità, tuttavia Ginevra li osserva e se ne va gelosa e infastidita, essendo a conoscenza di cosa legava in passato. Per distrarsi va a bere in un bar, dove si ubriaca e, dopo varie avance di uno sconosciuto, viene salvata da Erasmo e lei lo bacia pentendosene. Intanto Suor Angela continua a ripensare a un bambino in una culla e potrebbe essere Erasmo, però Erasmo nasconde un segreto e Suor Angela lo aiuterà a cercare la madre.
- Altri interpreti: Marco Mancini, Caterina Signorini, Mirko Marcelli
- Ascolti: telespettatori 6 463 000 – share 23,60%[1].

## Posto di blocco
- Diretto da: Francesco Vicario
- Scritto da: Silvia Leuzzi

### Trama
Erasmo, costretto a stare nel convento, cerca di flirtare con Ginevra. Due giorni dopo aver avuto un esaurimento nervoso perché ha scoperto che Luca, oltre ad averla lasciata, le ho prosciugato il conto in banca, Monica si sveglia depressa e distrutta, iniziando a prendere la vita con pessimismo e lo psichiatra Emiliano spiega a Suor Angela, Suor Costanza e Azzurra che dopo quanto successole, a Monica serve del tempo per riprendersi. Suor Costanza convince ancora Suor Angela a parlare con suo padre, che non incontra da 20 anni, e lei decide di incontrarlo, ma lui trama qualcosa. Intanto, Nico cerca l'uomo che ha baciato Ginevra, discutendone con la distrutta Monica. Suor Angela riesce a entrare nella proprietà del padre e scopre che il padre è malato e non gli rimane molto da vivere, a meno di un trapianto di rene. Nico, grazie a Monica, e Ginevra, grazie a Erasmo, stanno per riappacificarsi, ma Ginevra sente Nico che parla con Monica definendola "bambina", perciò lei non vuole fare più pace con lui e lo lascia. Suor Angela scopre, tramite una telefonata con sua sorella, che il padre non è compatibile con una di loro per la donazione del rene, mentre Azzurra, ora novizia, dopo tanti tentativi per farla riprendere, non riesce a "rallegrare" Penny, decidendo di farla trasferire. L'episodio si conclude con il padre di Suor Angela che brucia una foto della figlia da giovane con in braccio un neonato.
- Altri interpreti: Luigi Diberti (Primo Rapetti), Marco Mancini, Massimiliano Pazzaglia (Giorgio).
- Ascolti: telespettatori 5 658 000 – share 25,70%[1].

## Amore o dipendenza?
- Diretto da: Francesco Vicario
- Scritto da: Umberto Gnoli

### Trama
Mentre Nico cerca di riconquistare Ginevra, Azzurra vuole far trasferire Penny. Monica prova a rallegrarsi dopo lo shock, "accogliendo" tutti. Suor Costanza fa le selezioni per la nuova barista dell'Angolo Divino, che si rivelerà essere la furba Carolina, e Suor Angela aiuta un dottore ex-neurochirurgo, con l'aiuto di Erasmo, che ha perso la memoria. La suora e il ragazzo scoprono che Eva, la madre del bambino (ora con disabilità alle gambe) operato dal dottore, era la sua amante e che tempo prima affittò un appartamento per Carolina, che ora vive in macchina ed è scontrosa con tutti. Eva incontra la fidanzata e futura moglie del dottore, che con dei soldi intima ad Eva di andarsene dalla vita del partner. Mentre Azzurra, Monica e Ginevra passano una serata "solo donne" in discoteca, e l'ultima di loro si ubriaca, la fidanzata del dottore racconta a Suor Angela che dopo dodici anni di fidanzamento non voleva che lui scegliesse Eva. Così gli racconta tutto, mentre contemporaneamente Eva fa amicizia col dottore, e infine Monica e Ginevra, credendo che un biglietto d'amore di un uomo conosciuto al locale fosse per una delle due, scoprono che in realtà il biglietto era per Azzurra. Suor Angela ha intanto gli stessi pensieri riguardo al bambino che si presume essere Erasmo, parte del suo passato, mentre Carolina viene assunta ufficialmente da Suor Costanza.
- Altri interpreti: Tommaso Basili. Claudia Marchiori, Elena Ferrantini
- Ascolti: telespettatori 5 615 000 – share 20,40%[2].

## Fuori posto
- Diretto da: Francesco Vicario
- Scritto da: Silvia Leuzzi

### Trama
Ginevra ed Erasmo si trovano a contendersi lo stesso lavoro. Erasmo propone a Ginevra una scommessa: se lui otterrà il lavoro prima di lei, la ragazza dovrà baciarlo di nuovo, se invece sarà lei a prendere prima il posto di lavoro, Erasmo dovrà partecipare alle lodi mattutine per tutta la sua permanenza al convento. Nico, ormai rassegnato alla fine della sua storia con Ginevra, decide di tornare in pista e di conoscere nuove ragazze. Dopo aver accompagnato Monica in ospedale, dove questa ha chiesto il trasferimento, l'avvocato conosce una ragazza, Emilia e dopo varie gaffe lei gli lascia il numero invitandolo a casa sua, cosa che Nico accetta senza perplessità. Azzurra e Suor Angela nel frattempo indagano sul padre di un bambino del catechismo, Bruno, che ha provato a togliersi la vita. Tuttavia né la suora né la novizia riescono a capire il perché. Azzurra cerca di far tornare il sorriso a Penny, facendo sì che si prenda cura di qualcuno, pensando a quando lei si prese cura di Valentina per non pensare a Davide e Guido. La novizia le regala un cagnolino peluche e finge di stare male, ma Penny lo scopre subito, quindi Azzurra rassegnata lascia perdere. La sera sorprende la bambina a giocare con Mattia con il sorriso stampato sul viso. Nico non riesce ad incontrare Emilia perché pensa ancora a Ginevra e Monica si deprime perché per lei, ormai, il mondo è un luogo di sofferenza e, infatti, si sente pressata sul lavoro per i malati che, purtroppo, non possono più guarire: i due continuano a riavvicinarsi, ricostruendo pian piano il loro rapporto. Intanto Suor Angela, mentre indaga su Bruno con Azzurra, riceve la visita del padre che rimane a cenare: mentre stanno mangiando, a causa della solita confusione fatta da Nico e dalle ragazze (Azzurra, Ginevra, Carolina e Monica) se ne va. Ritorna la mattina seguente e chiede a Suor Angela se ha scoperto qualcosa su Erasmo, che intanto, come Ginevra, è stato rifiutato al lavoro. Infine, Nico e Ginevra capiscono che, prima di sposarsi, devono intraprendere un percorso di crescita personale perché la loro storia possa funzionare: lui per smettere di essere sempre così apprensivo ed oppressivo nei confronti della ragazza e lei, dal canto suo, per diventare più autonoma ed indipendente e non essere più una “bambina”. Così, i due decidono di rimandare, per il momento, il matrimonio e ufficializzano la loro separazione.
- Altri interpreti: Luigi Diberti (Primo Rapetti), Federico Tocci, Chiara Celotto, Carmen Tejedera, Michela Martini.
- Ascolti: telespettatori 5 412 000 – share 23,60%[2].

## Obbligo o verità
- Diretto da: Francesco Vicario
- Scritto da: Francesco Arlanch

### Trama
Suor Angela ha ormai la certezza di essere legata al passato di Erasmo e non sa se dire la verità al ragazzo. La mente di Ginevra fa brutti scherzi (immagina di vedere Erasmo nudo, proprio come tempo prima succedeva a Monica con Nico) e le ragazze del convento la aiuteranno a fare chiarezza sui suoi sentimenti. Monica si è convinta di essere malata, ma Nico, che sottovaluta i suoi sintomi, forse dovrà ricredersi: alla ragazza viene diagnosticata una menopausa precoce. Nico le sta vicino in questo momento di grande difficoltà personale e la loro vicinanza continua a crescere.
- Altri interpreti: Lara Balbo, Silvia Gallerano, Mauro Santopietro
- Ascolti: telespettatori 5 808 000 – share 21,50%[3].

## Déjà vu
- Diretto da: Francesco Vicario
- Scritto da: Alessandro Zullato, Umberto Gnoli

### Trama
Un bambino viene abbandonato in casa-famiglia: la sorte di questo neonato colpisce personalmente Erasmo che collabora con suor Angela per cercarne la madre. La suora cerca ad ogni costo di far luce a quel vuoto di memoria che la opprime e scopre che il giorno del suo incidente coincide con la data di abbandono di Erasmo nella casa famiglia. Nico cerca di stare vicino a Monica in quanto anche la diagnosi di menopausa precoce che ha ricevuto non sembra averla scalfita e, per provare a smuoverla, decide di raccontarle come è cambiata in meglio la sua vita da quando ha scoperto di essere padre. La ragazza, chiamata da Suor Angela per visitare il neonato, si accorge di aver finto fino ad ora accettando la diagnosi, ma in realtà capisce che il tempo a disposizione per avere un figlio è poco e il suo desiderio di essere madre, in realtà, è forte, perciò decide di contattare la banca del seme di Barcellona per l'inseminazione artificiale. Intanto, Azzurra cerca mille distrazioni pur di non pensare a una dolorosa ricorrenza, ossia quella del matrimonio con il suo amato Guido, cerca così di coinvolgere tutte le ragazze, ma nessuno sembra essere disponibile; riesce però a convincere suor Costanza, tra "shopping da suora" e una mattinata all'insegna di rosari e meditazione pur di non pensare, ma poi viene lasciata in balia di una coppia che si presenta in cappella per il corso prematrimoniale. Azzurra capisce che, anche se sono passati ormai due anni, ancora non è riuscita a superare il trauma per la scomparsa prematura di Guido e per questo scappa in lacrime e viene soccorsa da suor Angela, che la conforta. Penny, in ascolto, organizza un pigiama party con le altre ragazze per tirarle su il morale. Suor Costanza, dopo vari tentativi vani, cerca di far capire a Carolina che stare da soli è facile, mentre stare insieme agli altri è la parte difficile, ma allo stesso tempo più bella: in un primo momento la ragazza non accetta i consigli, ma in seguito capisce che stare in compagnia è la cosa giusta, così partecipa anche lei al pigiama party per Azzurra, sotto gli occhi stupiti e contenti delle altre ragazze.
- Guest star: Biondo
- Altri interpreti: Eva Cela, Simone Baldasseroni, Roberto Luigi Mauri
- Ascolti: telespettatori 5 247 000 – share 23,40%[3].

## False verità
- Diretto da: Francesco Vicario
- Scritto da: Umberto Gnoli

### Trama
Monica viene accusata di omicidio e sospesa dall'ospedale perché si sospetta che potrebbe aver causato per sbaglio la morte di un suo paziente. Tutto il convento si stringe immediatamente attorno a lei, soprattutto Nico e Suor Angela, che fanno di tutto per scoprire la verità. Penny, per non deludere Azzurra, convinta che lei sia ad una gita scolastica a cui invece non è voluta andare, organizza una messa in scena coinvolgendo Ginevra ed Erasmo che si trovano ad essere sempre più complici.
- Altri interpreti: Pierfrancesco Poggi, Daniela Giordano, Giada Di Palma
- Ascolti: telespettatori 5 764 000 – share 21,40%[4].

## Solo parole
- Diretto da: Francesco Vicario
- Scritto da: Emanuela Canonico, Silvia Leuzzi

### Trama
Erasmo e Ginevra sono sempre più vicini. L'occasione per far scattare la scintilla potrebbe essere una gita fuori dal convento. Nico li osserva da lontano ed è preoccupato vista la complicità tra i due. Il desiderio di maternità cresce in Monica, che pertanto vuole dimostrare di sapersi occupare di un bambino, anche se lo fa in un modo abbastanza discutibile. Intanto Penny, dopo aver preso un'insufficienza nel compito di storia viene aiutata da Azzurra, ma sappiamo che lo studio non è esattamente ciò che le viene meglio.
- Altri interpreti: Luigi Diberti, Raffaele Esposito, Vincenzo Di Michele, Filippo Lai, Nicoletta Di Bisceglie (Rosalba)
- Ascolti: telespettatori 5 270 000 – share 23,10%[4].

## Etichette
- Diretto da: Francesco Vicario
- Scritto da: Dario Sardelli, Silvia Leuzzi

### Trama
In convento arriva lo zio di Penny per adottare la bambina, ma Azzurra non si fida affatto dell'uomo. Suor Angela invita la novizia a calmarsi anche perché sembra davvero che lo zio abbia solo buone intenzioni, ma lei non è convinta ed inizia ad indagare sull'uomo. Nel frattempo, Monica prenota una seduta di psicoterapia da Emiliano, ma lo psichiatra crede si tratti di un appuntamento romantico: questo crea una serie di situazione imbarazzanti tra loro. Intanto Erasmo, ferito da alcune parole di Ginevra, torna al suo vecchio giro di criminalità, ma le cose precipiteranno piuttosto in fretta.
- Altri interpreti: Raffaele Esposito, Paola Sambo, Daniela Duchi, Jacopo Uccella
- Ascolti: telespettatori 5 689 000 – share 21,60%[5].

## Prenditi cura di me
- Diretto da: Francesco Vicario
- Scritto da: Silvia Leuzzi

### Trama
Azzurra e suor Angela scoprono qualcosa sul passato di Fabio, lo zio di Penny. Intanto Erasmo, dopo l'incidente, è costretto a rimanere a letto e viene assistito da suor Angela: questa vicinanza fa riaffiorare nuovi ricordi nella mente della suora. Monica vorrebbe provare a dare una possibilità ad Emiliano, ma questo le dà costantemente buca e lei non capisce il perché, mentre la relazione tra Nico e Ginevra è a un bivio.
- Altri interpreti: Raffaele Esposito
- Ascolti: telespettatori 5 299 000 – share 24,60%[5].

## Il mio angelo
- Diretto da: Francesco Vicario
- Scritto da: Caterina Salvadori, Silvia Leuzzi

### Trama
Suor Angela è tormentata dal fatto che Erasmo possa essere suo figlio, perciò Azzurra la invita ad andare in ospedale per fare il test del DNA, ma la suora continua a rimandare per paura di sapere la verità. Intanto, la novizia è alle prese per scegliere la famiglia adottiva di Penny, ma la bambina ha le idee chiare: vuole restare al convento con Azzurra e vuole che sia lei sua madre. Intanto, Suor Costanza iscrive le coppie del convento ad una gara di ballo con giurato Stefano de Martino, ma dopo che Emiliano ha saputo della relazione passata tra Monica e Nico, entrerà in competizione con quest'ultimo e inizierà una serie di equivoci reciproci e gelosie reciproche tra le due coppie del convento. Alla fine, Suor Angela trova il coraggio per fare il test del DNA e i risultati rilevano che lei non è sua madre, ma confermano una parentela non diretta.
- Guest star: Stefano De Martino
- Altri interpreti: Massimiliano Franciosa, Lucrezia Massari, Gian Marco Fochetti
- Ascolti: telespettatori 5 917 000 – share 22,30%[6].

## Segreti di famiglia
- Diretto da: Francesco Vicario
- Scritto da: Umberto Gnoli

### Trama
Ad Assisi arriva Elisa, la sorella di Suor Angela, la quale sospetta che Erasmo possa essere suo figlio, tuttavia la sorella nega dicendole che non può avere figli e quindi è impossibile che il ragazzo possa essere suo figlio. Tuttavia la nuova madre superiora, non credendole, la pedina e scopre che ha una relazione extraconiugale con il suo ex fidanzato d'infanzia, da cui rimase anche incinta, ma abortì (per questo è divenuta sterile). A questo punto Suor Angela capisce che c'è una sola possibilità che la può legare a Erasmo, ovvero che sia suo fratello. Per questo motivo si reca da suo padre insieme alla sorella ed egli confessa loro che poco prima che sua moglie morisse aveva avuto una relazione con l'infermiera di quest'ultima. Intanto Erasmo viene aiutato da Carolina per cercare tracce sulle sue origini scoprendo il nome di sua madre, invece Azzurra cerca segni dall'alto per capire quale sia veramente la sua strada, se intraprendere la strada religiosa o diventare mamma di Penny. In convento arriva anche la zia di Monica, Franca, disposta a darle una grossa somma di denaro per aiutarla nel crescere Edo, ma la donna non sa che il piccolo è rimasto con Luca, allora chiede aiuto a Nico e Penny: finge che Nico sia Luca e che Penny sia Edo, riuscendo ad ingannare l'ingenua donna che nulla sapeva delle fattezze di Luca ed Edo. Così facendo, vuole assicurarsi la somma di denaro promessa dalla zia Franca e andare a Barcellona per sottoporsi all'inseminazione artificiale per avere un figlio, ma Nico, scoperti i suoi fini, le fa capire che non sarà un figlio avuto in quel modo che guarirà le sue ferite: i due si riavvicinano sempre di più.
- Altri interpreti: Luigi Diberti, Irene Ferri, Maria Pia Timo (Franca Giulietti), Gianni Rosato
- Ascolti: telespettatori 5 483 000 – share 24,90%[6].

## Pensaci tu
- Diretto da: Francesco Vicario
- Scritto da: Silvia Leuzzi

### Trama
Suor Angela e Primo cercano di rintracciare Vanessa Novak, la madre di Erasmo. I due scoprono che è tornata in Italia e che abita a Castelnuovo, allora si recano nell'abitazione della donna, ma qui trovano un uomo che dice di non conoscerla, tuttavia Suor Angela ne dubita fortemente. Anche Erasmo, grazie all'aiuto di Carolina, riesce ad avvicinarsi alla verità, perciò segue quelli che lui ancora non sa essere sua sorella e suo padre (Suor Angela e Primo), che nel frattempo si recano nuovamente a casa della Novak, ove sente una conservazione tra Suor Angela, Primo e una cara amica della donna, in cui viene rivelato che la madre di Erasmo è morta di tumore e che prima di morire “regalò” la sua identità all'amica, di nome Ana, per farla fuggire in Italia dal violento marito polacco. Erasmo, dopo aver scoperto tutto, si arrabbia con Suor Angela per avergli tenuta nascosta la verità, per cui Primo decide di rivelargli come stanno realmente le cose: molti anni addietro, poco prima della morte di sua moglie (la madre biologica di Suor Angela), egli ebbe una relazione extraconiugale con la Novak, l'infermiera che assisteva la moglie malata, e questa rimase incinta. Intanto, Monica ed Emiliano cercano di avere un figlio, venendo sempre interrotti e Azzurra cerca di avvicinare sempre di più Penny a Monica, convinta che lei possa essere la mamma perfetta per la bimba. Nico inizia ad essere sempre più geloso della sua ex, arrivando ad arrabbiarsi molto per la sua decisione avventata di avere un bambino da un uomo che conosce appena e con cui sta da poco tempo definendola una "monicata", ovvero un'azione sconsiderata fatta per disperazione, dopo che lei invece ha smesso di comportarsi in quel modo da tempo ed è maturata: i due, dopo aver parlato della cosa, stanno per baciarsi, ma vengono interrotti. Ginevra ed Erasmo, il quale cerca conforto nella ragazza dopo quanto ha scoperto, si lasciano invece andare ad un lungo bacio passionale a lungo atteso.
- Altri interpreti: Luigi Diberti, Anna German, Alfonso Veneroso, Margherita Mannino, Federico Le Pera
- Ascolti: telespettatori 5 856 000 – share 22,10%[7].

## Desideri
- Diretto da: Francesco Vicario
- Scritto da: Alessandro Zullato

### Trama
La camera di Erasmo si allaga a causa di una rottura alle tubature del convento causata da Azzurra con l'intento di convincere Penny ad andare a dormire nella stanza di Monica e farle avvicinare, perciò Suor Angela chiede a Nico se Erasmo possa trasferirsi a casa sua fino a quando la stanza non tornerà agibile. Il primo, seppur titubante, accetta e, durante questa seppur inizialmente difficile convivenza, i due ragazzi sembrano appianare le loro divergenze. Monica crede di essere incinta, ma una volta fatto il test scopre di non esserlo e così decide di lasciare Emiliano, poiché capisce di non amarlo come invece credeva: infatti, parlando con Azzurra, la ragazza ammette che non era dispiaciuta dalla notizia, perciò la novizia ipotizza e poi capisce che l'amica, forse, è in realtà ancora innamorata di Nico. Quest’ultimo, nel frattempo, vede tornare in convento una Ginevra molto assente e forse arrabbiata (l'ex novizia era tornata da Suor Piera per un periodo per riflettere sui suoi sentimenti dopo il bacio con Erasmo), che gli dice che vuole parlargli di qualcosa di serio. Intanto, Suor Angela, oltre a tentare di recuperare il rapporto con Erasmo, cerca di aiutare una coppia formata dal marito, adottato ed escluso da bambino, e dalla moglie sterile che vuole lasciarlo sapendo di non poter più esaudire il più grande desiderio di lui: avere dei figli.
- Altri interpreti: Luigi Diberti, Margherita Mannino, Federico Le Pera, Michela Martini
- Ascolti: telespettatori 5 292 000 – share 24,40%[7].

## Chi è senza peccato?
- Diretto da: Francesco Vicario
- Scritto da: Francesco Arlanch

### Trama
Ginevra, tornata in convento, lascia Nico senza dargli spiegazioni: il ragazzo è incredulo e cerca in tutti i modi di far cambiare idea alla ex novizia, ma proprio quando lei prende coraggio e gli confessa ciò che è successo con Erasmo, i due hanno una violenta discussione in cui Ginevra tenta più volte di stringersi fisicamente a Nico in quanto vorrebbe che lui la perdonasse, ma il ragazzo è troppo arrabbiato e, dopo averle detto più volte di lasciarlo stare e di non toccarlo, perde il controllo e la spinge via, facendola cadere. Ginevra allora, dopo il passato violento del padre, corre via sconvolta e ha un incidente con l'automobile. Nel frattempo Monica, grazie all'aiuto di Azzurra e Penny, si rende conto di amare ancora Nico, dopo aver iniziato a immaginarselo vestito da principe azzurro. Anche Carolina, interessata ad Erasmo, una volta saputo ciò che c’è stato tra lui e Ginevra, si arrabbia con la ex novizia sentendosi tradita; infine Erasmo, ora rifiutato da Ginevra, decide di passare una giornata con Carolina. Nel frattempo in convento viene accolto Michelangelo, un ragazzo con la vocazione da prete trovato da Suor Angela dopo essere caduto con la bicicletta. Suor Angela, che si trovava sul luogo del suo vecchio incidente per cercare di ricordare qualcosa di più su Erasmo, indagherà anche su di lui, per scoprire chi sia veramente Michelangelo.
- Altri interpreti: Luigi Diberti, Giulio Cristini (Michelangelo), Beatrice Gattai
- Ascolti: telespettatori 5 699 000 – share 21,30%[8].

## Il regalo più bello
- Diretto da: Francesco Vicario
- Scritto da: Silvia Leuzzi

### Trama
Nico è sconvolto per l'incidente di Ginevra e si sente estremamente in colpa, perché sa che quella sera la ragazza era fuori di sé a causa sua e si confida con Monica, che invece, convinta da Azzurra (che le dice chiaramente che non farebbe nulla di male a dichiararsi a Nico dal momento che lui e Ginevra si sono lasciati), sta cercando di uscire dalla "friendzone" e vuole fargli capire i suoi reali sentimenti. Intanto, il rapporto di complicità che si è creato tra Primo ed Erasmo fa ingelosire Suor Angela, addolorata dato che a lei il padre non ha mai riservato alcuna attenzione in tanti anni. Carolina, invece, si sente a sua volta in colpa con Ginevra, in quanto quest’ultima ha tentato di farsi perdonare per aver tradito la sua fiducia, ma lei non l'ha voluta ascoltare: Carolina capisce così che un'amica è più importante di un ragazzo che vuole stare con lei per palese ripicca e dice ad Erasmo che ciò che c’è stato tra loro è stato un errore e che, se davvero tiene a Ginevra, non deve rinunciare a lei. Quando Ginevra, in ospedale per l'incidente, si sveglia, trova Nico ad attenderla che, ancora scosso per quanto accaduto, le chiede nuovamente di sposarlo addossandosi la colpa di ciò che è successo: la ragazza accetta, con grande dolore di Monica (innamorata di Nico) e di Erasmo (innamorato di Ginevra).
- Altri interpreti: Luigi Diberti (Primo Rapetti), Alice Pagotto (Margherita), Giovanni Nasta (Jacopo), Edoardo Raoli (Mattia).
- Ascolti: telespettatori 5 352 000 – share 24,80%[8].

## Non dire no
- Diretto da: Francesco Vicario
- Scritto da: Umberto Gnoli

### Trama
Primo, il padre di suor Angela, è in condizioni critiche e viene ricoverato in ospedale con urgente bisogno di un trapianto di rene. Suor Angela e la sorella Elisa hanno già fatto il test di compatibilità, ma per entrambe è negativo e l'unico che potrebbe essere compatibile è Erasmo. Inizialmente il ragazzo si rifiuta di fare l'intervento, nonostante sia compatibile, perché ha paura di quello che potrebbe comportare nella sua vita la perdita di un rene. Intanto Azzurra vorrebbe che Monica prendesse in affidamento Penny e per questo fa un voto di silenzio. Monica, però, è distratta per l'arrivo in convento di Edo, il figlio di Luca, il quale cerca di far capire a Nico che è Monica la donna della sua vita e non Ginevra: il ragazzo inizia allora a pensare al rapporto che ha ricostruito con Monica e se Edo abbia veramente ragione e anche lui, in cuor suo, voglia ancora lei al suo fianco. Anche tra Ginevra ed Erasmo la tensione non è meno palpabile, visti i trascorsi.
- Altri interpreti: Luigi Diberti (Primo Rapetti), Irene Ferri (Elisa Rapetti), Christian Monaldi (Edo), Camilla Tagliaferri, Ciro Borrelli.
- Ascolti: telespettatori 5 767 000 – share 21,50%[9].

## Tradimento
- Diretto da: Francesco Vicario
- Scritto da: Silvia Leuzzi

### Trama
Il giorno dell'intervento è arrivato: infatti, Erasmo si è convinto. Mentre Primo e il figlio sono in sala operatoria, però, Suor Angela ricostruisce l'ultimo tassello della storia di Erasmo, cioè che il padre, in realtà, sapeva del bambino, a differenza di ciò che ha fatto credere a tutti, e che le aveva chiaramente detto di non volerne sapere: questa verità sconvolge Suor Angela ed è l'ennesima delusione che il padre le dà. Azzurra, con l'aiuto di Penny, cerca, nel suo solito modo rocambolesco, di nascondere a Suor Costanza una sua colpa (l'aver rovinato l'amata pala della suora), finendo per rimetterci molti suoi oggetti cari. L'arrivo improvviso della sorella di Nico, Miriam, porta il ragazzo a occuparsi di un caso di violenza sessuale che viene chiarito con l'intervento di Suor Angela. Ginevra, in tutto questo, sta vicina a Erasmo prima dell'intervento e lo invita a passare l'ultima giornata da persona "normale": i due non riescono proprio a stare lontani l'uno dall'altra. Monica, intanto, si reca in segreto a Barcellona per l'inseminazione artificiale, mentre Nico pensa sempre di più a lei, arrivando a sognare di chiamare Ginevra col suo nome sull'altare. Carolina viene assillata costantemente da Tommaso: questo ragazzo deve fornirle dei nuovi documenti in quanto Sara, cioè il vero nome della ragazza, ogni anno deve scappare sotto falso nome per non essere trovata.
- Altri interpreti: Luigi Diberti (Primo Rapetti), Nicole Petrelli, Camilla Tagliaferri, Ciro Borrelli, Francesco Castaldi, Fabio Pappacena
- Ascolti: telespettatori 5 265 000 – share 23,80%[9].

## Il fine giustifica i mezzi
- Diretto da: Francesco Vicario
- Scritto da: Elena Bucaccio, Silvia Leuzzi

### Trama
Suor Angela non riesce a rivelare ad Erasmo l'inganno fatto da Primo, mentre il matrimonio di Nico e Ginevra è alle porte. In quanto testimone di Nico, Monica riceve le fedi nuziali e mette quella di Ginevra per vedere come sarebbe stato se fosse lei a sposare Nico, ma non riesce più a toglierla, così Azzurra, che si sente ormai una "Super Suora", e Penny cercano di aiutarla in modi parecchio bizzarri, ma con scarsi risultati: secondo Azzurra, la fede le si è bloccata al dito perché il suo inconscio le sta dicendo che vorrebbe essere al posto di Ginevra e, finché non lo ammetterà apertamente, la fede non si toglierà. Carolina, intanto, è costretta a fare i conti col passato: come si è scoperto negli episodi precedenti, scappa da un uomo e cambia identità spesso, quando in realtà il suo vero nome è Sara e aveva i capelli biondi. Le suore, prima Suor Costanza e poi Suor Angela, cercano di aiutarla, di scoprire se è infiltrata in un giro di droga, di convincerla a parlare con loro e di darsi da fare per aiutare l'amica Ginevra con l'addio al nubilato (con l'organizzazione del quale la ragazza è abbastanza in difficoltà in quanto, come si sa, non è mai stata brava ad organizzare feste). Quando Suor Angela, Suor Costanza, Azzurra e Carolina, però, organizzano all'Angolo Divino un addio al nubilato a sorpresa per Ginevra, lei non c'è e Monica ha discusso con Nico per il fatto che si è provato ben 12 vestiti per il matrimonio, mentre quand'erano fidanzati il suo sogno era, in realtà, di sposarsi vestito da Elvis Presley: la ragazza gli ha detto che quasi non lo riconosce più. Nico allora, che sta trascorrendo da solo il proprio addio al celibato ed è triste per aver discusso con Monica, viene poi raggiunto da quest’ultima vestita da Marilyn Monroe per esaudire, almeno per scherzo, il suo vecchio desiderio: la ragazza gli confessa così il fatto della fede e che l'ha messa perché voleva immaginare come sarebbe stato sposare lui e, infatti, finalmente questa le si toglie dal dito, mentre Nico sembra essere molto felice della confessione di Monica e vorrebbe approfondire il discorso. I due si interrompono quando Nico, però, informato del fatto che Ginevra è sparita, è costretto ad andare a cercarla e la trova al planetario, perché quella sera non c'erano stelle in cielo e lei voleva vedere la più bella di loro: l’amata madre scomparsa tanti anni prima. Tra la notte e la mattina seguente Erasmo e Suor Angela, che ha finalmente trovato il coraggio di rivelare al ragazzo la verità, scoprono che il padre ha lasciato 50000 € al ragazzo, che se n'è andato dalla villa dove viveva e che non vuole più avere contatti con lui: Erasmo è disperato e Suor Angela prova a consolarlo. Nel frattempo Carolina, dopo aver detto ad Erasmo che sta scappando a causa delle violenze che subiva dal marito, se ne va dal convento, con grande dispiacere di Ginevra e, in particolare, di Suor Costanza.
- Altri interpreti: Luigi Diberti (Primo Rapetti), Ciro Borrelli, Thomas Santu, Lorenzo Scribani
- Ascolti: telespettatori 6 401 000 – share 24,40%[10].

## La notte più buia
- Diretto da: Francesco Vicario
- Scritto da: Elena Bucaccio, Umberto Gnoli

### Trama
Erasmo dice a Ginevra di non voler partecipare al matrimonio perché gli fa troppo male vederla sposarsi con un altro e le augura il meglio, mentre sembra essere ritornato alla vecchia vita; si scopre inoltre che si è procurato una pistola. Azzurra ha scoperto che Monica non vuole prendere in affido Penny perché ha troppa paura di perderla dopo aver già perso Edo, dunque è furiosa con lei ed è costretta a dire tutto a Penny: la bambina ci resta malissimo. Suor Angela inizia a dubitare del fratello, che si incontra con Maria, l'infermiera di Primo. Azzurra e Monica passano la notte a preparare le bomboniere del matrimonio a fianco ad una Ginevra addormentata: Azzurra riesce a riconciliarsi con l’amica e la perdona, nonostante sia ancora triste e arrabbiata con lei. Il giorno del matrimonio è ormai arrivato e Monica, non riuscendo a vedere l'uomo che ama sposarsi con un’altra, decide di partire per Barcellona per l'inseminazione artificiale il giorno stesso, dopo aver detto addio a Nico la sera precedente. Al momento del sì, però, Erasmo entra in chiesa dopo aver bevuto e confessa tutto il suo amore a Ginevra, che invece, seppur molto turbata e commossa dalla sua dichiarazione, lì per lì lo rifiuta. A quel punto, però, Nico, profondamente colpito dalle parole di Erasmo, capisce che ciò che lega lui e Ginevra non è vero amore e che entrambi meritano di più e di stare con le persone che amano davvero (lui Monica e lei Erasmo), così è lui stesso ad annullare il matrimonio. Intanto, il sofferente Erasmo si reca in aeroporto dove inizialmente sembra voler uccidere Primo, che sta partendo, ma in realtà vuole solo salutarlo un’ultima volta: il suo intento è quello di togliersi la vita dopo aver donato i soldi che gli ha dato il padre al figlio bisognoso dell’infermiera dello stesso Primo, Maria. Prima di spararsi un colpo alla testa, il ragazzo fortunatamente viene raggiunto da Suor Angela e da Ginevra ancora in abito da sposa, che gli dichiara il suo amore e lo convince a non compiere quel gesto estremo: i due, finalmente, possono stare insieme. Monica, invece, alla fine decide di non partire e viene raggiunta da Nico in aeroporto: la coppia, dopo tante peripezie, anni passati a rincorrersi e una dichiarazione d’amore sulle scale mobili, finalmente ha il suo agognato, desiderato e atteso lieto fine. Dopo essere tornati tutti in convento, infine, Monica, dopo le sue tante titubanze, decide di affrontare una volta per tutte le sue paure e di prendere in affidamento Penny, che, per la prima volta, risponde a voce con un "sì" per la grande gioia di tutti, soprattutto di Azzurra.
Tutti i personaggi, così, dopo aver avuto ognuno il proprio lieto fine, salutano felici il pubblico.
- Guest star: Can Yaman.
- Altri interpreti: Luigi Diberti (Primo Rapetti), Nicole Petrelli
- Ascolti: telespettatori 5 881 000 — share 30,00%[10].